# Lužnice (rzeka)
Lužniceⓘ (niem. Lainsitz w Austrii lub Luschnitz, Lužnitz w Czechach) – rzeka w północnej Austrii i na południu Czech, w dorzeczu Łaby. Uchodzi do Wełtawy w pobliżu miasta Týn nad Vltavou. Ma 208 km długości, z czego 4 km na terenie Austrii, a 3 km jako rzeka graniczna. Dorzecze ma powierzchnię 4226 km².

## Miasta nad rzeką
- Gmünd
- České Velenice
- Trzeboń
- Veselí nad Lužnicí
- Soběslav
- Tabor
- Bechyně
- Týn nad Vltavou